# Koho
Pour les articles homonymes, voir Koho (homonymie).
Koho est une commune rurale située dans le département de Boromo de la province des Balé dans la région de la Boucle du Mouhoun au Burkina Faso.